# Darryl Sly
Darryl Sly (né le 3 avril 1939 à Collingwood (Ontario) et mort le 28 août 2007 dans la même ville) est un joueur canadien de hockey sur glace. Lors des Jeux olympiques d'hiver de 1960, il remporte la médaille d'argent.

## Palmarès
- Médaille d'argent aux Jeux olympiques de Squaw Valley en 1960